# Basilica di Nostra Signora dell'Assunzione
La basilica di Nostra Signora dell'Assunzione  (in francese basilique de Notre-Dame-de-l'Assomption), detta "chiesa rossa" (église rouge), è un luogo di culto cattolico di Neuchâtel; l'edificio è situato nel centro storico della città.

## Storia
La chiesa fu costruita in pietra artificiale tra il 1897 e il 1906 in stile neogotico da Guillaume Ritter ed elevata al titolo di basilica minore da papa Benedetto XVI l'8 agosto 2007. È il principale luogo di culto cattolico nel Canton Neuchâtel.